# Baritius eleuthera
Baritius eleuthera är en fjärilsart som beskrevs av Stoll 1781. Baritius eleuthera ingår i släktet Baritius och familjen björnspinnare. Inga underarter finns listade i Catalogue of Life.

## Bildgalleri

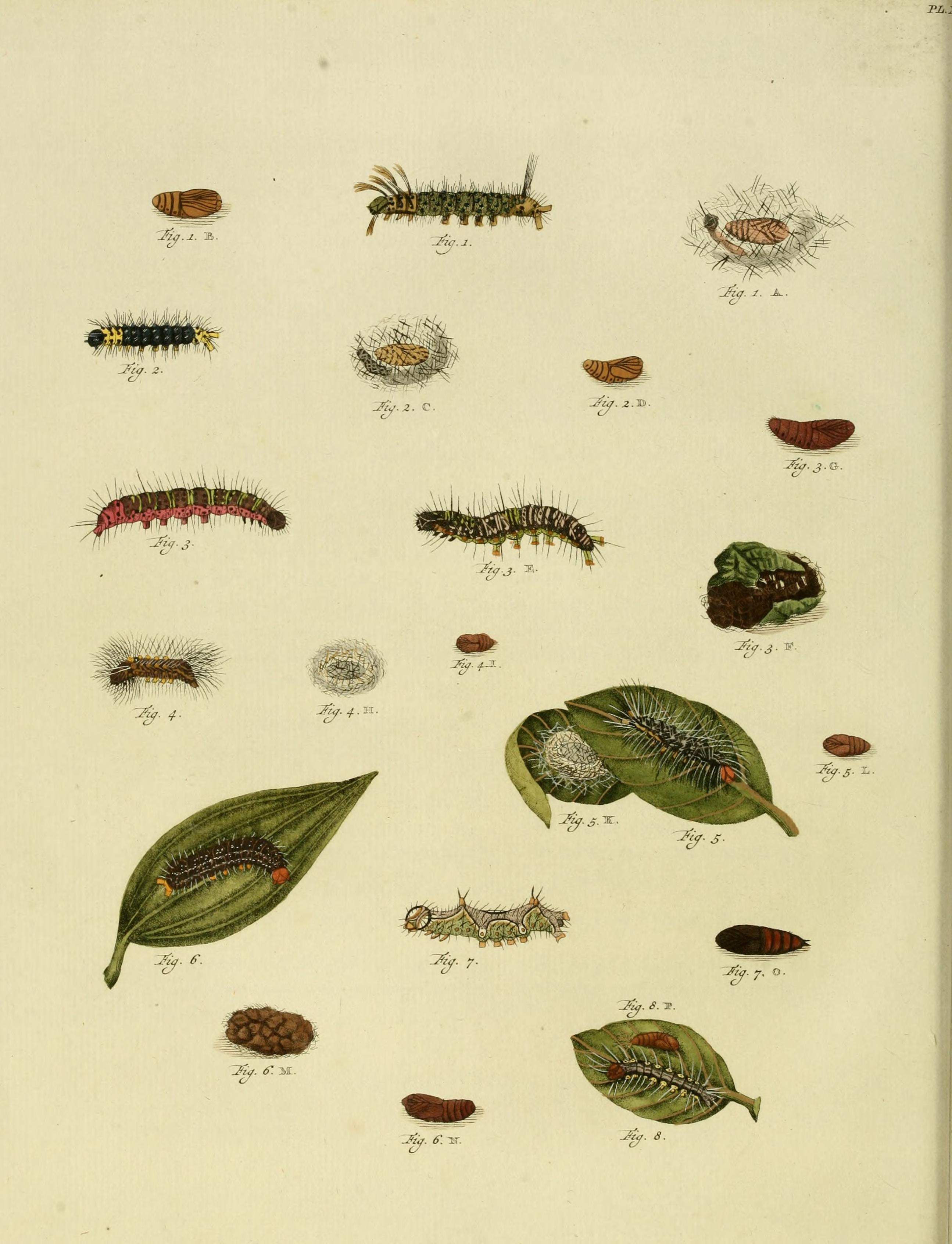
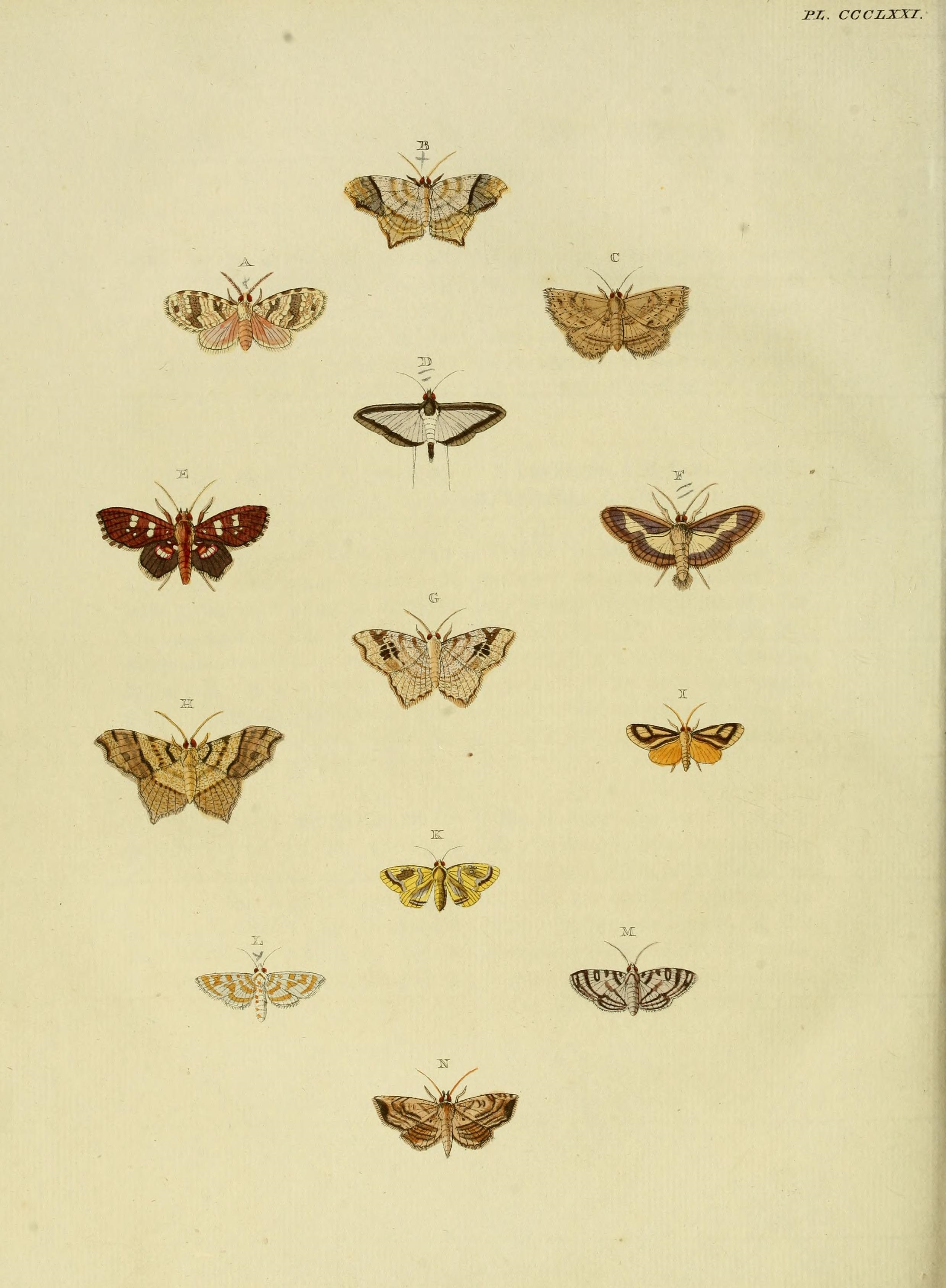